# Zwischenblutung
Eine Zwischenblutung ist eine Blutung aus der Gebärmutter, die außerhalb der Regelblutung auftritt.
Die Gründe können Hormonstörungen, psychische Auslöser wie Stress, Trauer, Schock oder extreme Freude sein. Es kann sich dabei aber auch um eine Ovulationsblutung handeln, die um die Zeit des Eisprungs auftritt (findet die Blutung außerhalb der Ovulation statt, spricht man von dysfunktionaler Uterusblutung). Wiederholte Zwischenblutungen können, insbesondere, wenn sie ohne jeden Rhythmus oder nach der letzten regulären Blutung (Menopause) auftreten, auch Anzeichen für ernste Erkrankungen der weiblichen Geschlechtsorgane wie Krebs oder sexuell übertragbare Erkrankungen sein.
In der Frühschwangerschaft können um die fünfte bis achte Schwangerschaftswoche ebenfalls noch einmal Blutungen auftreten, wenn sich das befruchtete Ei in die Schleimhaut einnistet beziehungsweise wenn der Mutterkuchen bei seiner Entwicklung ein Blutgefäß in der Gebärmutter eröffnet.